# Stefan Rembowski
Stefan Rembowski (ur. 11 listopada 1923 w Warszawie, zm. 13 września 2012 tamże) – polski kompozytor, pianista, aranżer i autor tekstów. Zasłużony Działacz Kultury.
Absolwent Państwowej Wyższej Szkoły Muzycznej w Warszawie w klasie fortepianu. Jeden z najwybitniejszych kompozytorów w historii polskiej muzyki rozrywkowej. Skomponował muzykę wielu znanych i nagradzanych polskich przebojów, wielu z nich zaliczanych do grupy tzw. „evergreenów”, takich jak m.in.: Bo z dziewczynami, Cygańska letnia noc, Jak to dziewczyna, Jadą wozy kolorowe, Mówiły mu, Srebrne wesele, Tajemnica mundialu, Ty jeszcze nie wiesz.

## Życiorys
Stefan Rembowski przez całe swoje życie był związany podwarszawską Radością (obecnie osiedle w dzielnicy Warszawy – Wawra), w której mieszkał oraz tworzył. W czasie II wojny światowej grał na fortepianie w big-bandzie Mieczysława Kleckiego oraz współtworzył konspiracyjny Teatr Amatorski w Radości. Ponadto w przez dwa lata ukrywał w swoim domu zrzuconego nad Warszawą przez aliantów angielskiego żołnierza, za co w 1945 roku Rembowskiego wyróżnionio dyplomem Brytyjskich Sił Zbrojnych, sygnowanym nazwiskiem marszałka Royal Air Force, zastępcy głównodowodzącego Brytyjskich Sił Ekspedycyjnych – Arthura Teddera.
Po zakończeniu II wojny światowej rozpoczął współpracę z zespołami artystycznymi Teatru Domu Żołnierza w Lublinie. Podczas jednego z wypadów wraz z kolegami do Warszawy udał się do Hotelu Europejskiego, w której restauracji zagrał na fortepianie, przez co został zauważony przez właściciela hotelu – księcia Stefana Czetwertyńskiego, który zaproponował zorganizowanie orkiestry, na co Rembowski przystał i tym samym wrócił do stolicy.
W 1945 roku zadebiutował jako kompozytor utworem pt. To co było, do której słowa napisał Bronisław Brok. W 1946 roku został członkiem Stowarzyszenia Autorów ZAiKS sekcji B – Autorów Utworów Muzyki Rozrywkowej i Tanecznej. W latach 1947–1949 był członkiem łódzkiej orkiestry braci Alberta i Mieczysława Harrisów, warszawskiego zespołu tanecznego Charlesa Bovery’ego oraz był związany z Wrocławskim teatrzykiem satyrycznym „Chochlik”.
W 1949 roku wrócił na stałe do Warszawy, gdzie z rekomendacji Jerzego Jurandota został mianowany kierownikiem muzycznym Teatru Syrena, którym był do 1987 roku. Wkrótce rozpoczął współpracę z kabaretami: U Lopka i Dudek oraz w 1963 roku z radiem i telewizją. W radiu zadebiutował utworem pt. Jak to dziewczyna w wykonaniu Lidii Korsakówny, która stała się jednym z największych polskich przebojów – wygrał plebiscyt dziennika Express Wieczorny, w którym nagrodzona została jeszcze inny utwór skomponowany przez Rembowskiego pt. Ty jeszcze nie wiesz w wykonaniu Jerzego Michotka.
W 1966 roku na Międzynarodowym Festiwalu Piosenki w Rio de Janeiro skomponowany przez Rembowskiego utwór pt. Tak daleko już jesteśmy w wykonaniu Ireny Santor otrzymała Nagrodę Prasy i Publiczności.

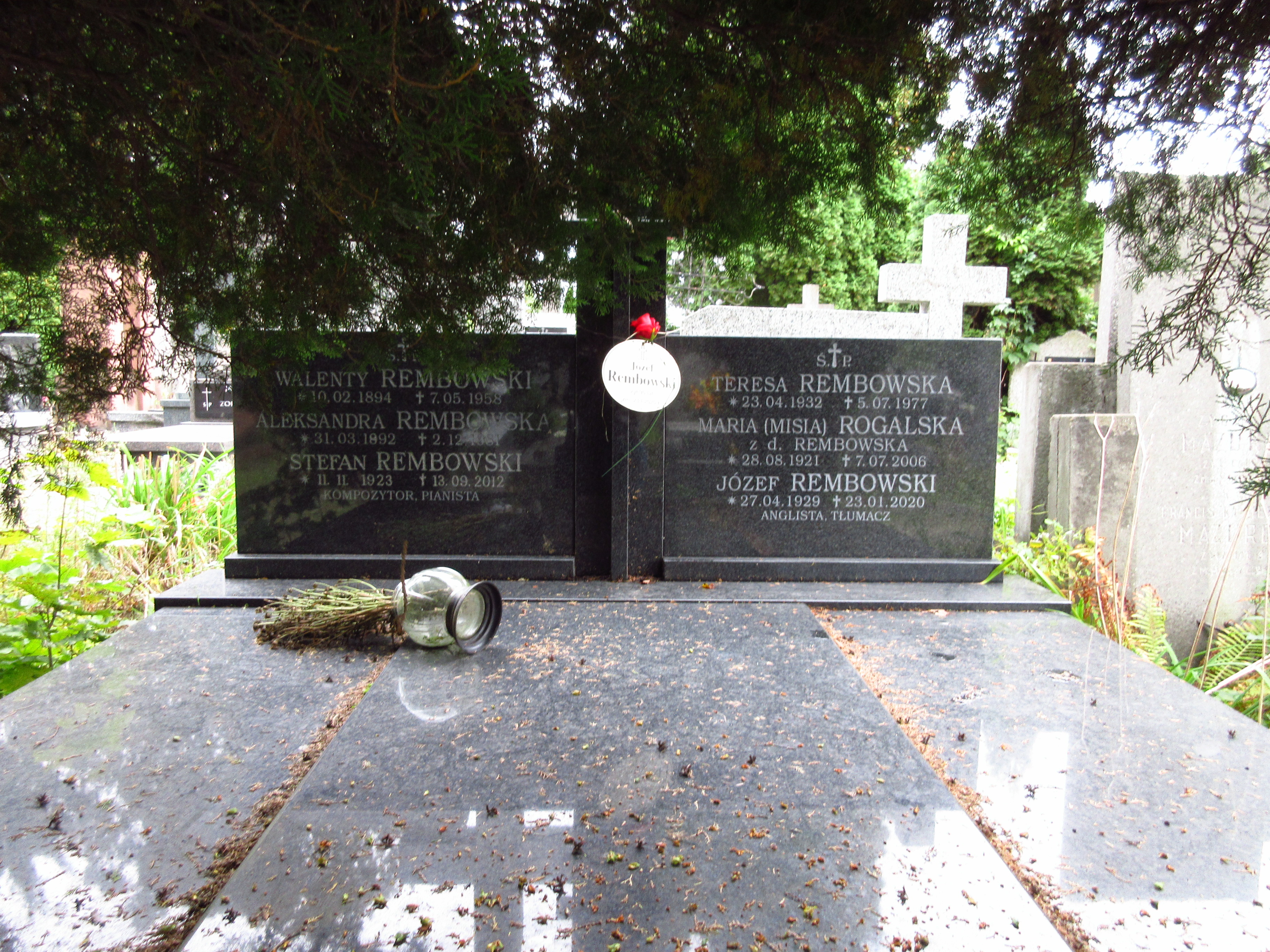
Grób Stefana Rembowskiego na Cmentarzu Bródnowskim.

Kolejne piosenki skomponowane przez Rembowskiego stały się wielkimi przebojami festiwali: Krajowego Festiwalu Piosenki Polskiej w Opolu oraz Międzynarodowego Festiwalu Piosenki w Sopocie, na których były nagradzane przez jury oraz zdobywały uznanie publiczności, takie jak m.in.: w 1969 roku na festiwalu w Opolu utwór pt. Mówiły mu w wykonaniu Maryli Rodowicz zdobył Nagrodę Towarzystwa Przyjaciół Opola, natomiast utwór pt. Srebrne wesele w wykonaniu Wiktora Zatwarskiego zdobył Nagrodę Zarządu Głównego Związku Młodzieży Socjalistycznej, w 1970 roku utwór pt. Jadą wozy kolorowe w wykonaniu Maryli Rodowicz na festiwalu w Sopocie zdobył III Nagrodę, a także wygrał w plebiscycie czytelników dziennika Głos Wybrzeża oraz zdobył tytuł Radiowej Piosenki Roku, natomiast w 1973 roku utwór pt. Bo z dziewczynami w wykonaniu Jerzego Połomskiego na festiwalu w Opolu zdobył III Nagrodę w konkursie Premier oraz Nagrodę Publiczności, a także w 1974 roku wygrał w plebiscycie tygodnika Nowa Wieś na największy przebój 30-lecia PRL.
W 1982 roku skomponował muzykę i napisał słowa do utworu pt. Tajemnica mundialu, która w wykonaniu Bohdana Łazuki stała się oficjalnym hymnem piłkarskiej reprezentacji Polski na mistrzostwach świata 1982 w Hiszpanii, na których Biało-Czerwoni zakończyli udział na 3. miejscu po wygranej w decydującym meczu 3:2 z reprezentacją Francji (w 2019 roku utwór wygrał w plebiscycie dziennika Przegląd Sportowy na najlepszą sportową piosenkę.
Pochowany na Cmentarzu Bródnowskim (kwatera 50C-VI-27).

## Wykonawcy i tekściarze
Stefan Rembowski komponował utwory dla wybitnych artystów i zespołów, takich jak m.in.: 2 plus 1, Bogdan Czyżewski, Anita Dymszówna, Mieczysław Fogg, Framerowie, Anna German, Kabaret Dudek, Lidia Korsakówna, Maria Koterbska, Halina Kunicka, Irena Kwiatkowska, Bohdan Łazuka, Alicja Majewska, Jerzy Michotek, Jerzy Połomski, Sława Przybylska, Danuta Rinn, Maryla Rodowicz, Rena Rolska, Barbara Rylska, Irena Santor, Zdzisława Sośnicka, Jarema Stępowski, Wiktor Zatwarski, Magdalena Zawadzka.
Współpracował również z wybitnymi tekściarzami, takimi jak m.in.: Andrzej Bianusz (Janusz Bibik), Bronisław Brok, Andrzej Dołęgowski, Jerzy Ficowski, Edward Fiszer, Henryk Gaworski, Zdzisław Gozdawa, Zbigniew Kaszkur, Jonasz Kofta, Jacek Korczakowski, Henryk Kotarski, Kazimierz Krukowski, Renata Maklakiewicz, Wiktor Maksymkin, Jerzy Miller, Wojciech Młynarski, Joanna Nawrocka, Agnieszka Osiecka, Włodzimierz Patuszyński, Kamil Peteraj, Roman Sadowski, Zbigniew Stawecki, Wacław Stępień, Teresa Wilińska, Krystyna Wolińska, Zbigniew Zapert, Krystyna Żywulska.

## Twórczość

### Piosenki
Muzyka
- Ballada portugalska (sł. Zbigniew Stawecki)
- Bez ciebie tak mi dobrze (sł. Jerzy Ficowski)
- Bo z dziewczynami (sł. Andrzej Bianusz, wyk. Jerzy Połomski, 1973)
- Chłopcy malowani (sł. Teresa Wilińska, wyk. Anna German, 1978)
- Cygańska letnia noc (sł. Jerzy Ficowski, Kamil Peteraj, wyk. Zdzisława Sośnicka, 1971)[4])
- Cyrk na Ordynackiej (sł. Henryk Kotarski, wyk. Jarema Stępowski, 1967)
- Dixilandowy marsz (sł. Andrzej Bianusz, wyk. Maria Koterbska, 1974)
- Dziewczyna taka jak ty (sł. Andrzej Bianusz)
- Dziewczyna z Warszawy (sł. Henryk Gaworski, wyk. Jerzy Połomski, 1970)
- Dziś jest kto inny (sł. Andrzej Bianusz, wyk. Rena Rolska, 1964)
- Ej, piosenko piękna pani (wyk. Alicja Majewska, 1981)
- Gdzie ta harmoszka (sł. Roman Sadowski, wyk. Jarema Stępowski, 1968)
- Ja mam to już za sobą (sł. Zbigniew Kaszkur, Zbigniew Zapert, wyk. Mieczysław Fogg, 1971)
- Jadą wozy kolorowe (sł. Jerzy Ficowski, wyk. Maryla Rodowicz, 1969)
- Jak to dziewczyna (sł. Andrzej Bianusz, wyk. Lidia Korsakówna, 1963)
- Jak to mężczyzna (sł. Andrzej Bianusz, wyk. Anita Dymszówna, 1967)
- Jak zasuszony w książce kwiat (sł. Kazimierz Krukowski, wyk. Irena Santor, 1980)
- Jesień niesie miłość (sł. Renata Maklakiewicz, wyk. Irena Kwiatkowska, 1974)
- Jesień sny ma zielone (sł. Jerzy Ficowski)
- Jest miłość (sł. Krystyna Żywulska, wyk. Irena Santor, 1968)
- Kiedy nie wiesz, co jest grane (sł. Jerzy Ficowski)
- Klub Pickwicka (sł. Jerzy Ficowski, wyk. 2 plus 1, 1973)
- Kłamiesz (sł. Zbigniew Stawecki, wyk. Irena Santor, 1966)
- Kochany, u mnie nic nowego (sł. Joanna Nawrocka, wyk. Irena Santor, 1966)
- La roulotte coloree (sł. Jerzy Ficowski)
- Magiczny cylinder (sł. Jerzy Ficowski)
- Małpa (sł. Andrzej Bianusz, wyk. Kabaret Dudek, 1976)
- Miło wspomnieć (sł. Jacek Korczakowski, wyk. Irena Santor, 1967)
- Mówiły mu (sł. Andrzej Bianusz, wyk. Maryla Rodowicz, 1969)
- Na kocią łapę (sł. Renata Maklakiewicz, wyk. Irena Kwiatkowska, 1974)
- Na Różyckiego (sł. Roman Sadowski, wyk. Jarema Stępowski, 1974)
- Na wiślanym brzegu (sł. Henryk Kotarski, wyk. Jarema Stępowski, 1970
- Nie chodź miły nad Wisłę (sł. Roman Sadowski, wyk. Sława Przybylska, 1966)
- Nie pamiętać (sł. Jacek Korczakowski, wyk. Irena Santor, 1968)
- Nie przeliczysz na pieniądze (sł. Renata Maklakiewicz, wyk. Irena Kwiatkowska, 1976)
- Nie udała się miłość (sł. Zbigniew Stawecki, wyk. Sława Przybylska, 1966)
- Nie udawaj (sł. Zdzisław Gozdawa, Wacław Stępień, wyk. Irena Santor, 1967)
- Nie umiem być sam (sł. Jonasz Kofta)
- Pachnie ziemia (sł. Agnieszka Osiecka, wyk. Magdalena Zawadzka, 1966)
- Panie, kogo pan uważa (sł. Jerzy Ficowski)
- Piosenka naszej pierwszej wiosny (sł. Wiktor Maksymkin, wyk. Irena Santor, 1972)
- Podwarszawskie sosny (sł. Andrzej Dołęgowski, wyk. Anna German)
- Południe-story (sł. Jonasz Kofta)
- Popatrz kto to jest (sł. Andrzej Bianusz, wyk. Halina Kunicka, 1966)
- Portier z hotelu "Polonia" (sł. Wojciech Młynarski)
- Powiatowy twist (sł. Włodzimierz Patuszyński, wyk. Bohdan Łazuka, 1965)
- Stąd do niepodległości (sł. Wojciech Młynarski, wyk. Jarema Stępowski, 1970)
- Srebrne wesele (sł. Edward Fiszer, wyk. Wiktor Zatwarski, 1969)
- Szlifierz warszawski (sł. Jerzy Ficowski, wyk. Jarema Stępowski, 1970)
- Tak daleko już jesteśmy (sł. Roman Sadowski, wyk. Irena Santor, 1966)
- Tak to już jest (sł. Janusz Bibik, wyk. Jerzy Połomski, 1970)
- Tiki-tiki mocna rzecz (wyk. Framerowie, 1972)
- To co było (sł. Bronisław Brok, 1945)
- To nie wszystko (sł. Andrzej Dołęgowski, wyk. Irena Santor, 1965)
- Trzy ćwierci do śmierci (sł. Renata Maklakiewicz, wyk. Irena Kwiatkowska, 1974)
- Ty jeszcze nie wiesz (sł. Jacek Korczakowski, wyk. Jerzy Michotek, 1961)
- Wszystko co mam (sł. Krystyna Wolińska, wyk. Rena Rolska, 1961) wraz z Adamem Markiewiczem
- Zabierz Cyganowi skrzypce (sł. Jerzy Miller, wyk. Irena Santor, 1970)
- Zapamiętać (sł. Jacek Korczakowski)
- Zgubiony walc (sł. Zbigniew Stawecki, wyk. Jerzy Połomski, 1962)
- Żebyś wierzył mi (sł. Roman Sadowski)

Muzyka i teksty
- Szanujmy zieleń (wyk. Bohdan Łazuka)
- Tajemnica mundialu (wyk. Bohdan Łazuka, 1982)
- Tango erotomana
- Tato, tato, to toyota
- Zielona trawa w Rosario
- Żywiec full light

### Operetki
- Panowie z ogłoszenia (libretto Jacek Korczakowski)

### Inne
- ilustracje muzyczne do spektakli teatralnych
- ilustracja muzyczna do bajki dla dzieci pt. Wielka podróż talerzami z zielonymi ludzikami (wraz z Wojciechem Piętowskim)
- utwory instrumentalne

## Nagrody i odznaczenia

### Nagrody i wyróżnienia
- 1963: Zwycięstwo w plebiscycie dziennika Express Wieczorny za utwór pt. Jak to dziewczyna
- 1963: Wyróżnienie w plebiscycie dziennika Express Wieczorny za utwór pt. Ty jeszcze nie wiesz
- 1969: Nagroda Towarzystwa Przyjaciół Opola na 7. Krajowym Festiwalu Polskiej Piosenki w Opolu za utwór pt. Mówiły mu
- 1969: Nagroda Zarządu Głównego Związku Młodzieży Socjalistycznej na 7. Krajowym Festiwalu Polskiej Piosenki w Opolu za utwór pt. Srebrne wesele
- 1970: Zwycięstwo w plebiscycie dziennika Głos Wybrzeża za utwór pt. Jadą wozy kolorowe
- 1970: Tytuł radiowej piosenki roku za utwór pt. Jadą wozy kolorowe
- 1974: Zwycięstwo w plebiscycie tygodnika Nowa Wieś na największy przebój 30-lecia PRL za utwór pt. Bo z dziewczynami
- 2019: Zwycięstwo w plebiscycie dziennika Przegląd Sportowy na najlepszą sportową piosenkę za utwór pt. Tajemnica mundialu
- Sylwester – Nagroda Teatru Syrena w Warszawie

Nagrody dla wykonawców jego piosenek
- 1966: Nagroda Prasy i Publiczności na Międzynarodowym Festiwalu Piosenki w Rio de Janeiro za utwór pt. Tak daleko już jesteśmy (wyk. Irena Santor)
- 1970: III Nagroda na Międzynarodowym Festiwalu Piosenki w Sopocie za utwór pt. Jadą wozy kolorowe
- 1973: III Nagroda w konkursie Premier na 11. Krajowym Festiwalu Polskiej Piosenki w Opolu za utwór pt. Bo z dziewczynami (wyk. Jerzy Połomski)
- 1973: Nagroda Publiczności na 11. Krajowym Festiwalu Polskiej Piosenki w Opolu za utwór pt. Bo z dziewczynami (wyk. Jerzy Połomski)

### Odznaczenia
- Złoty Krzyż Zasługi
- Zasłużony Działacz Kultury
- Medal „IV wieki stołeczności Warszawy”

## Piosenki Rembowskiego w innych językach
Piosenki Stefana Rembowskiego były również tłumaczone w innych językach, a także zdobyły popularność za granicą, takie jak m.in.:
- Finlandia: Jak to dziewczyna ("Varjojen yö")
- Francja: Jadą wozy kolorowe ("La Gospoda")
- RFN: Dziś jest kto inny ("Melancholy"), Tak daleko już jesteśmy ("Ich war glücklich")
- Rosja: Jadą wozy kolorowe ("Raznocwietnyje kibitki")
- Wielka Brytania: Dziś jest kto inny ("Melancholy", Jadą wozy kolorowe ("Colourful Caravans Are Going Along"), Mówiły mu ("Love Doesn't Grow on Trees")

Utwory Rembowskiego były także wykonywane w Australii i Kanadzie. Po festiwalu w Sopocie utwory: Jak to dziewczyna (1963 – Like A Girl wyk. Liliana Rovina) oraz Dziś jest kto inny (1965 – Ma djati bria wyk. Mahieddine Bentir), zostały zakupione do 20 krajów oraz nagrane na płytach wydanych przez m.in.: holenderską wytwórnię płytową – Philips Records.
Ponadto w 1972 roku na Międzynarodowym Festiwalu Piosenki w Sopocie I nagrodę za interpretację piosenki pt. Jadą wozy kolorowe ("Los Carretas De Colores") zdobył reprezentant Wenezueli – Hector Cabrera, natomiast III nagrodę za wykonanie piosenki pt. noc zdobyła reprezentantka Czechosłowacji – Eva Mázikova.

## Ostatnie lata życia
Stefan Rembowski ostatnie lata życia spędził w dzielnicy Warszawy – Żoliborz oraz w Domu Artystów Scen Polskich w Skolimowie. Zmarł 13 września 2012 roku w Warszawie. 19 września 2012 roku w kościele pw. św. Aleksandra w Warszawie odbyły się uroczystości pogrzebowe Rembowskiego, po czym został on pochowany w grobie rodzinnym na cmentarzu Bródnowskim w Warszawie (kwatera 50C-6-27).

## Opinie
Zbigniew Korpolewski na łamach Gazety Wyborczej Stołecznej wspominał Stefana Rembowskiego jako muzyka z powołania, a także człowieka z niezwykłym poczuciem humoru, lubiącym humor abstrakcyjny i angielski. Był porównywany do m.in.: Jerzego Dobrowolskiego, Adolfa Dymszy, Kazimierza Rudzkiego.

## Upamiętnienie
98 odcinek programu telewizyjnego pt. "Leksykon Polskiej Muzyki Rozrywkowej" emitowanego na stacji TVP1 (reż. Ryszard Wolański) został poświęcony twórczości Stefana Rembowskiego.